# 高橋寿夫
- 高橋寿夫
- 髙橋壽夫

高橋 寿夫（たかはし ひさお、1924年8月23日 - 2016年12月3日）は、日本の運輸官僚。海上保安庁長官や日本空港ビルデング社長を歴任した。

## 来歴
第一東京市立中学校（現・東京都立九段高等学校）、旧制浦和高等学校を経て、1947年に東京大学法学部を卒業し、運輸省に入省した。その後、同省自動車局長（1974年）、航空局長（1976年）などを経て1978年に海上保安庁長官に就任した。
1981年日本空港ビルデング社長。1991年同社会長。1997年同社相談役。
1991年、成田空港問題解決のため、成田空港問題シンポジウムに向けて隅谷調査団に参加する。1998年2月25日にはシンポジウムに反対する中核派によって新築中の自宅を放火された。
この他にも行政改革推進会議専門委員や運輸政策審議会委員、航空審議会委員など多くの公職にも就いていた。
2016年12月3日、虚血性心不全のため死去、享年92。

## 人物
高橋は成田空港開港当時の航空局長であったにもかかわらず、シンポジウムでは時に反対同盟の立場に立って運輸省の答弁に批判を加えた。その姿勢が三里塚芝山連合空港反対同盟（旧熱田派）からの信頼構築につながり、熱田派の勉強会にも招かれている。
隅谷調査団のメンバーであった宇沢弘文は高橋のことを「稀に見る清廉潔白な方で、剛直の正義漢である」と評価している。

## 著書
- 『交通問題の社会的視点』東京交通新聞社、1975年

## 受賞
- 交通文化賞[2]
- 勲二等旭日重光章（2002年）[2][11]
- 従四位（2016年、没後）[12]